# Bayaweber
|  | Dieser Artikel wurde aufgrund von formalen oder inhaltlichen Mängeln in der Qualitätssicherung Biologie zur Verbesserung eingetragen. Dies geschieht, um die Qualität der Biologie-Artikel auf ein akzeptables Niveau zu bringen. Bitte hilf mit, diesen Artikel zu verbessern! Artikel, die nicht signifikant verbessert werden, können gegebenenfalls gelöscht werden. Lies dazu auch die näheren Informationen in den Mindestanforderungen an Biologie-Artikel. |

Der Bayaweber (Ploceus philippinus) auch Bajaweber ist mit einer Körperlänge von 15 Zentimeter ein mittelgroßer Vertreter der Familie der Webervögel.

## Aussehen

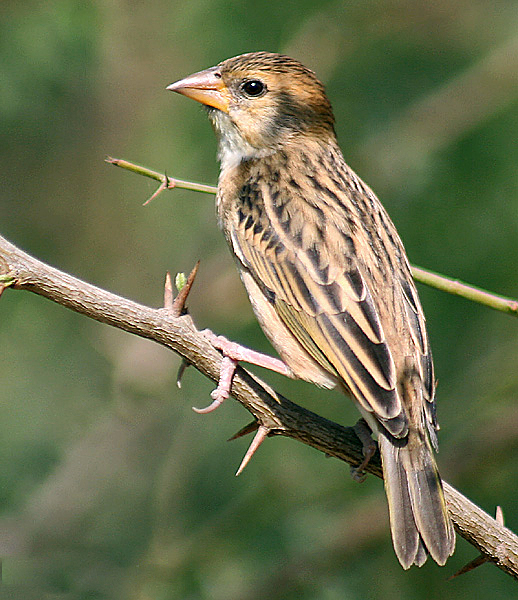
Weiblicher Bayaweber

Die Flügel und der Rücken der Vögel sind bräunlich gefärbt mit dicken schwarzen Streifen versehen. Der Schnabel und die Beine sind braun. Der Kopf und die Brust des Männchens sind gelblich gefärbt, während diese beim Weibchen braun sind.

## Verbreitung und Lebensraum

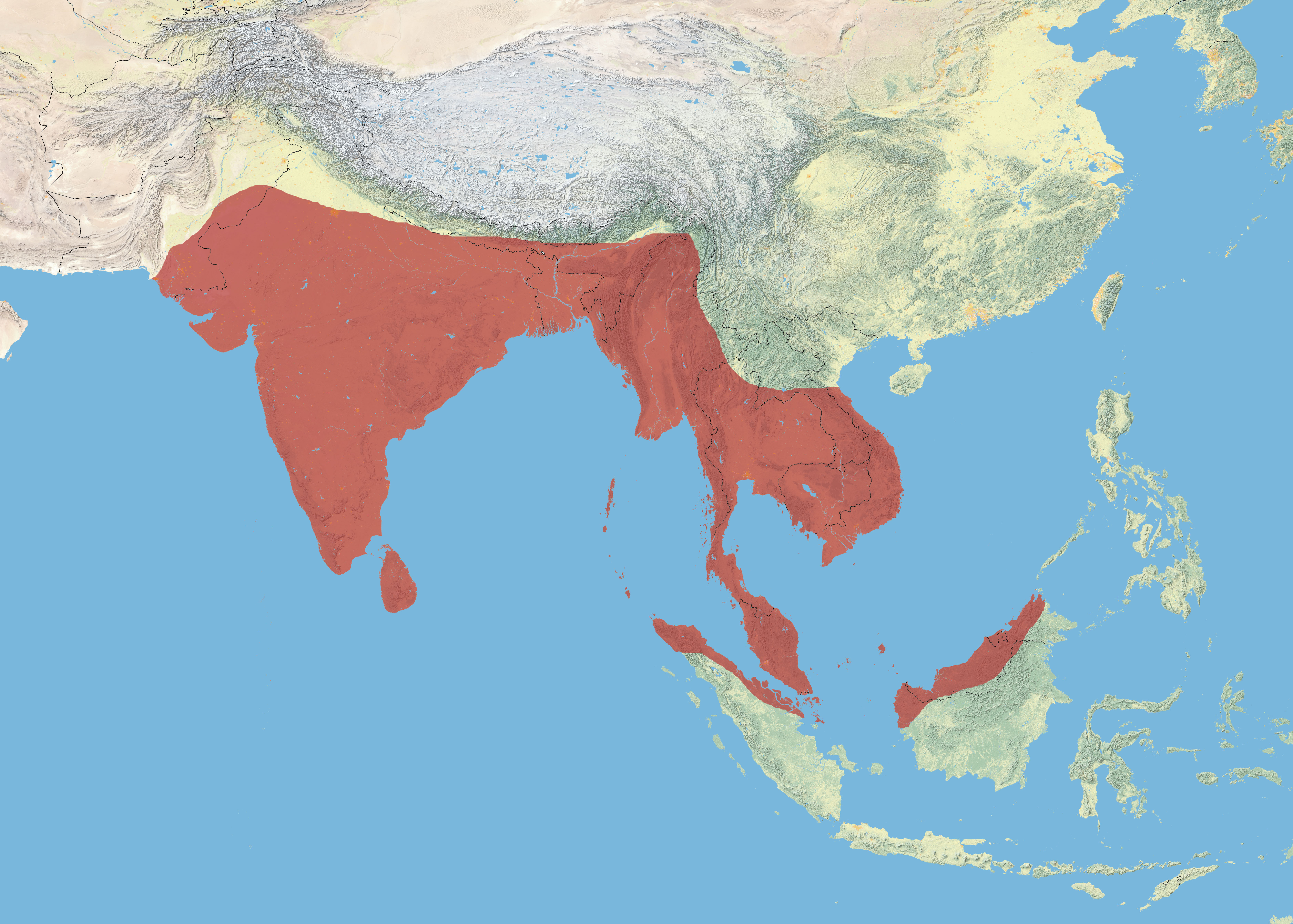
Verbreitungsgebiet des vor Bayawebers

Diese Art kommt von Pakistan über Indien bis nach Südwestchina, in ganz Südostasien und südlich bis Sumatra und Djawa vor. Dort bewohnt sie Savannen, Waldränder, Getreidefelder, kommt aber auch in Gebirgen wie dem Himalaya bis in einer Höhe von 1400 Metern vor.

## Lebensweise
Diese sehr geselligen Vögel leben in großen Schwärmen mit bis zu 200 Individuen zusammen und streifen durch die Savannenlandschaften auf der Suche nach Nahrung wie Pflanzensamen, Insekten und anderen kleinen Wirbellosen, selten auch Blütennektar von Erythrinabäumen und Kapernsträuchern. Die Populationen, welche im Himalaya vorkommen, ziehen im Herbst in die Täler, die übrigen Populationen sind ganzjährig standorttreu.

## Fortpflanzung
Die Männchen dieser Art bauen beutelförmige Nester in Akazien-, Dalbergia- und Prosopisbäumen, 3 Meter über dem Boden. Diese Kolonienester aus Palmenblättern und Grashalmen können bis zu 200 Individuen umfassen. Der obere Teil ist rund und nach unten schließt sich eine lange Einstiegsröhre an. Das Innere wird mit Schlamm ausgekleidet. Da die Weibchen sehr wählerisch sind, baut das Männchen 2 bis 5 solche Nestern. Das Männchen paart sich mit mehreren Weibchen. Wenn es zur Paarung gekommen ist, legt das Weibchen 3 bis 5 Eier hinein und bebrütet diese bis zu 2 Wochen lang. Das Weibchen versorgt allein die Küken mit Insektenlarven, Spinnen und verschiedenen Pflanzensamen. Nach 15 bis 17 Tagen verlassen die Jungvögel das Nest und schließen sich der Kolonie an. Die Erwachsenfärbung bekommen die Männchen erst im Alter von 2 Jahren, die Weibchen schon nach einem Jahr. Die erste Brut des Nachwuchses erfolgt erst im zweiten Lebensjahr.

## Unterarten
Es sind fünf Unterarten anerkannt:
- Ploceus philippinus philippinus (Linnaeus, 1766) kommt in Pakistan, in Indien mit Ausnahme des Südwesten und des Nordostens, auf Sri Lanka und dem südlichen Nepal vor.
- Ploceus philippinus travancoreensis Ali & Whistler, 1936 sit im südwestlichen Indien verbreitet.
- Ploceus philippinus burmanicus Ticehurst, 1932 kommt in Bhutan, dem nordöstlichen Indie und innd Bangladesh über Myanmar bis ins südwestliche China vor.
- Ploceus philippinus angelorum Deignan, 1956 ist in Thailand und dem südlichen Laos verbreitet.
- Ploceus philippinus infortunatus Hartert, EJO, 1902 kommt im südlichen Vietnam, auf der Malaiischen Halbinsel, auf Sumatra, auf Nias, auf Java, auf Bali und auf Borneo (eingeschleppt) vor.

## Gefährdung
Aufgrund ihrer weiten Verbreitung und da für diese Art keinerlei Gefährdungen bekannt sind, stuft die IUCN diese Art als nicht gefährdet (Least Concern) ein.